# فاجعه زیبا (رمان)
فاجعه زیبا یک رمان مخصوص بزرگسالان از نویسنده آمریکایی جیمی مک گوایر
خانم جیمی مک گوایر در تالسا، اوکلاهما متولد شد. او در کالج اوکلاهمای شمالی، دانشگاه اوکلاهمای مرکزی و مرکز فناوری آتوری حضور داشت، جاییکه از آنجا با مدرک پرتونگاری (رادیوگرافی) فارغ‌التحصیل شد.
جیمی راه را برای سبک جدید رمان بزرگسالان با کتاب بین‌المللی پرفروش فاجعه زیبا (Beautiful Disaster) باز کرد. او در ادامهٔ رمانش، فاجعه پیاده‌روی(Walking Disaster)، را عرضه کرد که در نیویورک تایمز، ایالات متحده آمریکا امروز و وال استریت ژورنال شماره یک لیست پرفروش‌ها شد. دو تکملیه نیز به اسامی بی‌نهایت زیبا (Endlessly Beautiful) و آقای مددوکس (Mrs. Maddox) منتشر کرد که به ترتیب شمارهٔ ۱٫۳ و ۱٫۵ از این سری کتب هستند. در سال ۲۰۱۴ نیز، دو ادامه برای جلد دوم یعنی شماره‌های ۲٫۵ و۲٫۶ را با نام‌های عروسی ای زیبا (Beautiful wedding A) و چیزی زیبا (Beautiful Something) ارائه کرد. رتبهٔ این سری کتاب‌ها در سایت گوگل ریدرز به ترتیب: ۴٫۱۴–۴٫۱۲–۴٫۰۷–۴٫۲۳–۴٫۰۷–۴٫۰۹ می‌باشد.
فراموشی زیبا (Oblivion Beautiful (یکی از کتاب‌های مجموعهٔ برادران مددوکس، نیز درصدر فهرست پرفروش‌های نیویورک تایمز شماره یک شد. در سال ۲۰۱۵ نیز، جلد دوم و سوم کتاب‌های مجموعه برادران مددوکس، یعنی رستاخیز زیبا (Beautiful Redemption) و قربانی زیبا (Beautiful Sacrifice)، به صدر نیویورک تایمز پیوستند. رمان‌هایی که توسط جیمی مک گوری نوشته شده‌اند عبارتند از: تریلر آخرالزمانی و در سال ۲۰۱۴ بهترین کتاب کابوس آبادی(Dystopian*) سال یعنی تپه سرخ (Red Hill)؛ سری مشیت الهی (Providence)، سه گانهٔ عاشقانهٔ بالغ جوان غیرطبیعی (a young adult paranormal), آپولونیا (Apolonia)، که یک داستان عاشقانه تاریک علمی تخیلی است—و چند رمان دیگر، از جمله درزمرهٔ هیولاها(Among Monsters)، اتفاقات شانسی (Happenstance) ، که یک سری رمان است و گناهان یک بی گناه (Sins of the Innocent).
جیمی در Steamboat Springs، کلرادو، با شوهرش، جف و سه فرزندش زندگی می‌کند.
برای یافتن جیمی به سایت www.jamiemcguire.com یا در فیس بوک، توییتر، برخی شبکه‌های اجتماعی دیگر می‌توانید مراجعه کنید.
</score> است. این رمان در سال ۲۰۱۲ در لیست پرفروش‌های نیویورک تایمز ظاهر شد.
جلد اول این رمان توسط کاربرسایت نودهشتیا چند سال قبل به فارسی ترجمه شد و  جلد دوم یعنی فاجعه متحرک و جلد 1.3 یعنی خانم مددوکس در کانال تلگرامی doual novels (آدرس:soodytrnovels) به‌طور کامل به فارسی ترجمه شده و باقی جلدهای آن نیز هم‌اکنون (سال ۱۳۹۷) در همان کانال به صورت کامل ترجمه شده و آماده فروش است.

## داستان
خلاصه فاجعه زیبا :ابی ابرناتی یک دختر خوب است. نوشیدنی نمی‌خورد و فحش نمی‌دهد. او فکر می‌کند به اندازه کافی از گذشته تاریکش دور شده ولی وقتی با بهترین دوستش به دانشگاه می‌رسد، مسیر او برای شروعی جدید سریع عوض می‌شود.
تراویس مدوکس، متکی، گستاخ و پوشیده از خالکوبی است و دقیقاً چیزی است که ابی باید از او دوری کند. او شب‌ها در میدان مبارزه پول کسب می‌کند و روزها پسر جذاب دانشگاه است. وقتی ابی به او توجه نمی‌کند، تراویس تلاش می‌کند با یک شرط‌بندی ساده او را جذب کند. اگر تراویس ببازد، باید برای یک ماه از سکس دوری کند. اگر ابی ببازد، باید یک ماه در آپارتمان تراویس زندگی کند. درهرصورت، تراویس هیچ نمی‌داند آینده چه چیزی در دست دارد.
خلاصه فاجعه متحرک :
میتوانی بیش از حد عاشق کسی باشی؟
تراویس مددوکس قبل از مرگ مادرش دو چیز را از او آموخت: عشق سخت . مبارزهٔ سختتر.
در فاجعه متحرک, زندگی تراویس پر از رابطه‌های کوتاه مدت با زنان, قمارخانه‌های زیرزمینی وخشونت است. اما درست زمانی که فکر می‌کند شکست ناپذیر است, اَبی اَبرنثی او را به زانو در می آورد.
هر داستانی دو وجه دارد. در "فاجعه زیبا" , اَبی آن را تعریف کرد. حالا وقتی است که قصه را از دریچه چشمان تراویس ببینیم.
خلاصه خانم مددوکس :
این داستان برشی کوتاه از زندگی قهرمانان رمان فاجعه زیبا , و شرح اولین ولنتاین تراویس و اَبی به عنوان یک زن و شوهر است. این کتاب یک بخش از فاجعه متحرک( جلد دوم فاجعه زیبا) و یا حتی یک صحنه حذف شده از فاجعه زیبا نیست. این یک چیز کاملا جدید است.
خلاصه یک ازدواج زیبا:
یک ازدواج زیبا  - جلد  2.5  از سری رمان زیبا
نویسنده : جیمی مک گوایر   رتبه در ریدگدرز  4.07  
می دانید که ابی ابرنثی به شکل غیر منتظره ای خانم مددوکس شد. ولی واقعا چی می‌دانید؟ چرا ابی به سرعت این سؤال را پرسید؟ (اینکه گفت با من ازدواج میکنی؟)  چه اسراری قبل از مراسم رد و بدل شد؟  شب ازدواجشان را کجا گذراندند؟ چه کس دیگری در این باره می‌دانست  . . . و نگفت؟
همه چیز در مورد فرار عاشقانهٔ ابی و تراویس فوق سری بود . . . تا الان.  طرفداران فاجعه زیبا  و فاجعه پیاده‌روی جواب همهٔ سؤالاتشان را در این داستان طوفانی از روز عروسی ( و شبش!) خواهند گرفت . و مثل همهٔ قصه‌های خوب, این یکی هم قطعا ارزش صبر کردن را داشته‌است.
خلاصه یک چیز زیبا :
یک چیز زیبا - جلد  2.6  از سری رمان زیبا
نویسنده : جیمی مک گوایر   رتبه در ریدگدرز  4.09
آمریکا میسون , یک دانشجوی گستاخ مقطع کارشناسی در دانشگاه ایالت شرقی , گرفتار عشق یه مددوکش شده‌است – شپلی مددوکس.
برخلاف پسر عمویش, شپلی بیشتر یک عاشق است تا یک مبارز, ولی یک سفر جاده ای به منزل والدینش در ویچیتای کانزاس, می‌تواند به معنای رفتن به مرحلهٔ بعدی باشد یا  پایان همه چیز.
خلاصه بی نهایت زیبا :
این رمان تا فصل 17 نوشته شده و ناتمام است.
داستان از  بعد از ازدواج ابی و تراویس و درست فردای بازگشت آن‌ها از وگاس, شروع می‌شود و مسایلی را در مورد انگیزه  ابی برای ازدواج و ماجراهایی که بابت آتش سوزی برای تراویس پیش  خواهد آمد روایت می‌کند..

## شخصیت‌ها
- تراویس مدوکس
- ابی ابرناتی
- آمریکا میسون
- شپلی
- پارکر
- کارا لین
- مگان
- ترنتون مدوکس
- مرک یانگ
- فینچ
- تایلر مدوکس
- میک ابرناتی
- جیم مدوکس
- تیلور مدوکس
- توماس مدوکس
- آدام
- اتان
- برزیل